# لوكهيد دبليو سي 130

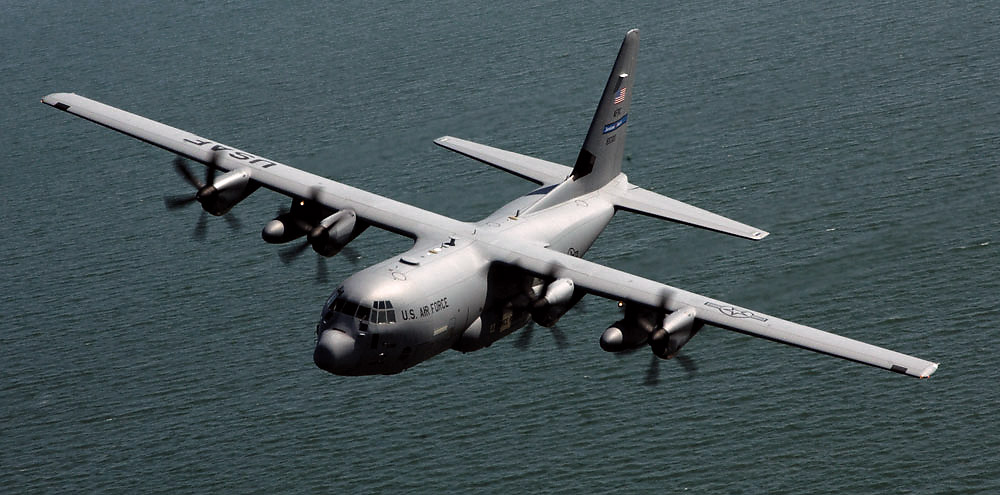
لوكهيد دبليو سي 130

لوكهيد دبليو سي 130 طائرة متوسطة المدى عالية الجناحين تستخدم لمهمات الاستطلاع الجوية من قبل القوات الجوية الأمريكية. الطائرة هي نسخة معدلة من طائرة لوكهيد سي-130 هيركوليز المتخصصة في أجهزة الطقس بما في ذلك نظام الإرسال والأستقبال وتستعمل عادة في الارصاد الجوية لاختراق الأعاصير المدارية والعواصف الشتوية للحصول على بيانات عن الحركة، وحجم وكثافة الأعاصير.
تلقت دائرة الارصاد الجوية للطيران (أي دبليو إس)أول طائرة سي-130 هيركوليز في عام 1962 للقيام بمهام أخذ عينات من الهواء في أعقاب استئناف تجارب الأسلحة في الغلاف الجوي من قبل الاتحاد السوفيتي في سبتمبر 1961. ثم تم استبدال أسطول طائرات الدبليو بي 50 بطائرات دبليو بي أي 47.ولكن بحلول عام 1965 كانت دائرة الارصاد الجوية قررت أنه سيكون من الأفضل لو لوكهيد دبليو سي 130 تأخذ دورها في استطلاع الطقس المأهول. ومنذ ذلك العام يعمل اللوكهيد دبليو سي 130 لخدمة سلاح الجو وسلاح الجو الاحتياطي. وهو منصة جمع بيانات الطقس الحالية ل53rd الطقس الاستطلاع السرب.
خسر سلاح الجو طائرة لوكهيد دبليو سي 130 واحد فقط في مهمة تشغيلية في يوم 12 أكتوبر عام 1974.

## وصلات خارجية
- Whiskey-Charlie!, an unofficial history of the WC-130
- Tech Report: Dropsonde, official USAF technology news video published June 24, 2015. Retrieved 2015-10-12